# واینوده
واینوده (به لاتین: Vaiņode) یک روستا در لتونی است که در شهرداری واینوده واقع شده‌است. واینوده ۸٫۵ کیلومتر مربع مساحت و ۱٬۹۴۴ نفر جمعیت دارد.